# Édouard Brochu
Pour les articles homonymes, voir Brochu.
 (décembre 2017).
Si vous disposez d'ouvrages ou d'articles de référence ou si vous connaissez des sites web de qualité traitant du thème abordé ici, merci de compléter l'article en donnant les références utiles à sa vérifiabilité et en les liant à la section « Notes et références ».
Édouard Brochu est un agronome et microbiologiste québécois né à Saint-Isidore-de-Dorchester en novembre 1910 et mort le 26 juillet 2007 à 18h00 à Saint-Eustache à l'âge de 96 ans, quatre mois avant son 97e anniversaire.
Il a été pendant plus de 60 ans un acteur influent du domaine des sciences agronomiques au Québec, plus précisément de la bactériologie laitière qui devient sa vocation dès ses études puis le début de son enseignement à l’Institut agricole d’Oka. Il travaille alors sous la direction du Dr Rosell qui en fait rapidement son associé. Ensemble, ils fondent l’Institut Rosell, dont la tâche la plus remarquable, mais non la seule, est d’introduire et de faire connaître le yogourt au Canada et aux États-Unis. Aujourd’hui, l’Institut Rosell est un chef de file dans le développement des probiotiques et, grâce à l’appui des compagnies Rougier puis Lallemand, il rayonne partout dans le monde. Après en avoir longtemps assumé la présidence, Édouard Brochu en est, jusqu’à sa mort, le conseiller scientifique.
En plus de ses activités professionnelles, il s'implique dans sa communauté d’élection, Saint-Eustache. Membre fondateur de la Caisse populaire, il en devient le président, puis le président à vie. Il fut aussi membre puis président du club Richelieu et membre fondateur de la Compagnie de gestion Chénier.

## Distinctions et honneurs
- Commandeur de l’Ordre du mérite agronomique
- Intronisé au Temple de l’agriculture du Québec
- Honoré par l’Association des microbiologistes
- doctorat honoris causa en sciences agricoles de l’Université Laval
- Son nom a été donné à une fondation de l’Institut de technologie agroalimentaire de Saint-Hyacinthe
- 1999 - Chevalier de l'Ordre national du Québec
- 2001 - Prix INNOVATION